# Nicasio Camuto de Burgio
Nicasio de Burgio o Nicasio Camuto (Palermo, Sicilia, ca. 1130-1140 - batalla de Hattin, Palestina, 1187) fue un caballero de la Orden Hospitalaria de San Juan de Jerusalén. Es venerado como santo por la Iglesia católica.

## Biografía
Nació probablemente en Palermo, nieto del sarraceno Hammud (o Kamut o Achmed), emir de Agrigento y de Castrogiovanni, y de una cristiana. Cuando el conde Roger I de Sicilia conquistó Agrigento en 1086, Hammud se retiró a Castrogiovanni. En 1088, el emir y toda la familia se convirtieron al cristianismo y fueron bautizados en Sciacca por el obispo Gerlando de Agrigento, y el mismo conde Roger fue el padrino: el antiguo emir recibió el nombre de Roger Camut. El 4 de julio de 1088, el conde Roger le dio el castillo de Burgio (Valle de Mazara) y sus tierras. El hijo de Roger Camut, Roberto de Burgio, desposó a Aldegonda, noble normanda de la familia Altavilla, y tuvieron cuatro hijos, el cuarto de los cuales fue Nicasio. 
Nicasio y su hermano Fernando se hicieron hermanos legos de la Orden de los Caballeros de San Juan de Jerusalén. En 1185, se embarcó para Trapani para ir a Tierra Santa con el maestro de la orden, Roger Des Moulins. En Jerusalén trabajó en el hospital de la orden atendiendo enfermos y peregrinos. Cuando en 1187 Saladino invadió el reino de Jerusalén, un grupo de caballeros cristianos se refugiaron en Hattin, donde el 4 de julio fueron derrotados y masacrados, y con ellos, la mayor parte de los caballeros de la orden. Nicasio y su hermano fueron hechos prisioneros y, al no querer abjurar del cristianismo, fueron decapitados en presencia del sultán.

## Veneración
El arzobispo Joscio de Tiro fue a Palermo en 1187 y comunicó la noticia de la muerte de los dos hermanos. El rey Guillermo II de Sicilia guardó duelo por ellos y Nicasio comenzó a ser venerado como mártir. 
Fue especialmente invocado para protegerse de las enfermedades contagiosas y de la gula. Fue elegido patrón de Caccamo en 1625, a causa de una epidemia de peste. Al martirologio romano figura su día el 1 de julio.